# 莫敬宇
莫敬宇（越南语：／；？—1680），一作莫敬晎，在与中国清朝交涉时，自称莫元清。越南高平莫氏政权君主，顺德帝莫敬完之子。1661年至1677年在位，年号永昌。最初莫敬宇采取归附清朝的政策，获封安南都统使司都统使。吴三桂起兵之后，莫敬宇转而投向吴三桂。1677年，郑主郑柞起兵攻灭高平政权，莫敬宇流亡至广西。1680年，莫敬宇在泗城府去世。

## 生平
莫敬宇為順德帝莫敬完之子。1661年，莫敬完去世，莫敬宇嗣位。同年十月，莫敬宇以“莫元清”之名，向清朝進貢。十一月，清朝授予莫敬宇安南都統使之職。
1662年，莫敬宇軍聚集於七泉州，企圖恢復被後黎朝奪取的土地，被後黎朝打敗。
1666年至1667年，鄭柞率鄭根、鄭棟、丁文左等大舉北伐，攻打高平。莫敬宇棄城逃往清朝廣西鎮安府避難，以賄賂當地官員，試圖借清朝的勢力回到高平。
1669年，康熙帝遣李仙根、楊兆傑二人，要求後黎朝歸還高平四州（石臨、廣淵、上琅、下琅）予莫氏，莫敬宇得以回到高平，改名莫元清（一說莫元清為其子）。
1673年，清朝發生三藩之亂，莫元清在高平公開採用了吳三桂的「昭武」年號，並為吳三桂提供糧草支持。不久三藩之亂被平定，清軍進入廣西。
1677年，鄭柞藉黎熙宗的名義，以丁文左、阮有登等為將，再次討伐盤踞高平的莫氏。莫元清兵敗，逃往廣西龍州。自此以後，莫朝的殘餘勢力徹底被消滅。最初，莫元清遷居廣南、富州等地。1678年，莫元清擔心被鄭柞謀害，遷居至泗城府。
1680年，莫元清在泗城府憂慮而死。1683年五月，清廷將居住在廣西境內的莫氏族人350人送還後黎朝。